# 티게른마스
티게른마스(아일랜드어: Tigernmas, Tigernmais, Tigernmus, Tighearnmhas)는 폴라흐와 에스리엘의 아들, 에레원의 후예로 아일랜드 신화와 아일랜드의 전통 전승에 따르면 에린의 아르드리였다. 그의 이름은 고대 아일랜드어로 "죽음의 군주" 또는 "아름다운 군주"를 뜻한다.
《에린 침략의 서》에 따르면 티게른마스는 오나흐 마하 전투에서 전임자 콘마엘을 타도하고 아르드리가 되었으며, 에베르 핀의 자손들과도 27번에 걸친 전투를 벌여 결과적으로 에베르 계를 멸족시켰다. 티게른마스 치세 때 장인 루하단(Iuchadán)에 의해 아일랜드에서 금의 세공이 시작되었고, 뿔잔이 처음 사용되었으며 옷감을 보라색, 파란색, 초록색으로 물들이고 브로치와 술으로 옷을 장식하기 시작했다. 또한 땅에서 일곱 개의 호수와 세 줄기의 강이 터져나왔다.
77년 동안 에린을 통치한 티게른마스는 막 슬레흐트에서 인신 공양을 요구하는 잔인한 신 크롬 크루어히 숭배 의식을 벌이다가 에린의 남자들 중 4분의 3과 함께 불가사의한 죽임을 당했다. 《에린 왕국 연대기》에 따르면, 티게른마스 사후 7년 동안 아르드리 자리가 공석으로 남았으며, 이후 오하드 에트구다크가 왕좌를 차지했다.
《에린 침략의 서》에 의하면, 티게른마스의 치세에 아시리아의 왕 티네아스와 데킬라스가 사망했으며, 다윗과 솔로몬이 연합 이스라엘 왕국을 다스렸다. 티게른마스 치세를 《에린 왕국 연대기》는 기원전 1621년 ~ 기원전 1544년으로, 제프리 키팅은 기원전 1209년 ~ 기원전 1159년으로 추산하고 있다.
| 전임 콘멜 | 에린의 지고왕 AFM 기원전 1621년 ~ 기원전 1544년 FFE 기원전 1209년 ~ 기원전 1159년 | 후임 오하드 에트구다크 |